# Alberto Campos Hernández
Mons. Alberto Campos Hernández (Fresnillo, Zacatecas, México 5 de junio de 1951) es un obispo de la Orden de los Frailes Menores, fue obispo y vicario apostólico en San José de Amazonas, en la localidad que se encuentra en Perú, hasta el 8 de agosto de 2011 en que el papa Benedicto XVI aceptó su renuncia a este cargo.

## Biografía
Nació en Fresenillo, Diócesis de Zacatecas (México), el 5 de junio de 1951. Entró a la Orden Franciscana de Frailes Menores en 1970. Recibió la Ordenación Sacerdotal el 2 de agosto de 1979.

## Episcopado
Fue nombrado obispo titular de Vico Augusto y vicario Apostólico de San José del Amazonas el 14 de febrero de 1998. Consagrado obispo el 30 de mayo de 1998 en Zapopan, Jalisco, México. Tomó posesión el 19 de junio de 1998.
El 8 de agosto de 2011 el Papa Benedicto XVI aceptó su renuncia cual se ha producido en base al artículo 401/2 del Código de Derecho Canónico, en el que se ruega al prelado a presentar su renuncia si por enfermedad u otra causa grave quedase disminuida su capacidad para desempeñar el puesto.
- Datos: Q1496904